# National scouts
National scouts var de frikårer vilka under andra boerkrigets sista skede uppsattes bland boer som svurit brittiska kronan trohet och var villiga att samverka med de reguljära brittiska trupperna.